# 양구 고대리2지구 지석묘군
양구 고대리2지구 지석묘군(楊口 高垈里2地區 支石墓群)은 대한민국 강원특별자치도 양구군 양구읍 하리, 선사박물관에 있는 청동기시대의 지석묘군이다. 1989년 5월 1일 강원특별자치도의 문화재자료 제110호로 지정되었다.

## 개요
지석묘는 청동기시대의 대표적인 무덤으로 고인돌이라고도 부르며, 주로 경제력이 있거나 정치권력을 가진 지배층의 무덤으로 알려져 있다.
우리나라의 고인돌은 4개의 받침돌을 세워 돌방을 만들고 그 위에 거대하고 평평한 덮개돌을 올려 놓은 탁자식과, 땅속에 돌방을 만들고 작은 받침돌을 세운 뒤 그 위에 덮개돌을 올린 바둑판식으로 구분된다.
강원도 양구군 양구읍 고대리에는 2곳에 고인돌이 무리지어 있는데, 그 중 한 곳인 ‘샛말’에는 모두 6기의 고인돌이 있다. 이 가운데 1호와 2호는 탁자식이고 나머지 4기는 바둑판식 고인돌이며, 규모는 길이가 큰 것이 2.5m, 작은 것이 1.4m 정도이다.
1987년 경희대 발굴조사팀에 의하면 1호 고인돌이 탁자식인데 덮개돌 아래 받침돌이 있고 그 밑에서 다시 무덤방이 발견되어 지금까지의 일반적인 탁자식과 다른 형태이다. 이는 땅 속에 매장시설을 한 특이한 구조로 탁자식 고인돌의 새로운 유형이며, 앞으로 탁자식 고인돌 연구에 중요한 자료이다.
현재 이 고인돌은 양구선사박물관 야외부지로 옮겨져 복원되어 있다.

## 참고 자료
- 양구고대리2지구지석묘군 - 국가유산청 국가유산포털